# Wu Sangui
Wu Sangui, född 1612 i Gaoyou, Jiangsu, död 2 oktober 1678 i Hengyang, Hunan, var en kinesisk militär under 1600-talet som är särskilt känd för sin roll i upprättandet av Qingdynastins välde över Kina.
I samband med att rebelledaren Li Zicheng störtat Mingdynastins Chongzhen-kejsare i Peking ingick Wu en allians med den manchuiske prinsregenten Dorgon för att sedan kväsa upproret i slaget om Shanhaiguan. När de manchuiska trupperna väl intagit Peking installerade Dorgon sin brorson Shunzhi som kejsare över Kina.
För sin roll att upprätta Qing tilldelades Wu en förläning i sydöstra Kina. Efter hand uppfattades han som ett hot mot den härskande Qingdynastin och 1673 höjde han upprorsfanan mot Kangxi-kejsaren, men avled innan upproret kvästes.